# Governor’s Harbour
Governor’s Harbour – miejscowość na Bahamach, na wyspie Eleuthera, której jest stolicą i centrum kulturalnym.

## Historia
Osada została założona w 1648 roku przez grupę angielskich purytanów, płynących z Bermudów pod wodzą Williama Sayle'a. Nazywali siebie Eleutheran Adventurers. Od samego początku istnienia, Governor’s Harbour stanowił ośrodek lokalnej władzy, skąd wzięła się jego nazwa po oddelegowaniu pierwszych gubernatorów Bahamów.
W 1883 ukończono budowę Wesley Methodist Church, a w 1896 roku zbudowano Haynes Library, bibliotekę, liczącą 11 tysięcy książek. Została wyremontowana w latach 1995–1997.
Najstarsza część osady, Cupid’s Cay, była początkowo połączona z resztą wyspy drewnianym mostkiem, jednak ten został zniszczony przez wichurę w 1928/1929.

## Transport
W miejscowości znajduje się port lotniczy Governor’s Harbour.

## Galeria

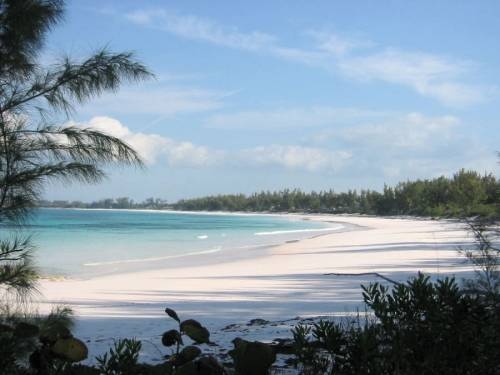
Plaża w pobliżu miejscowości
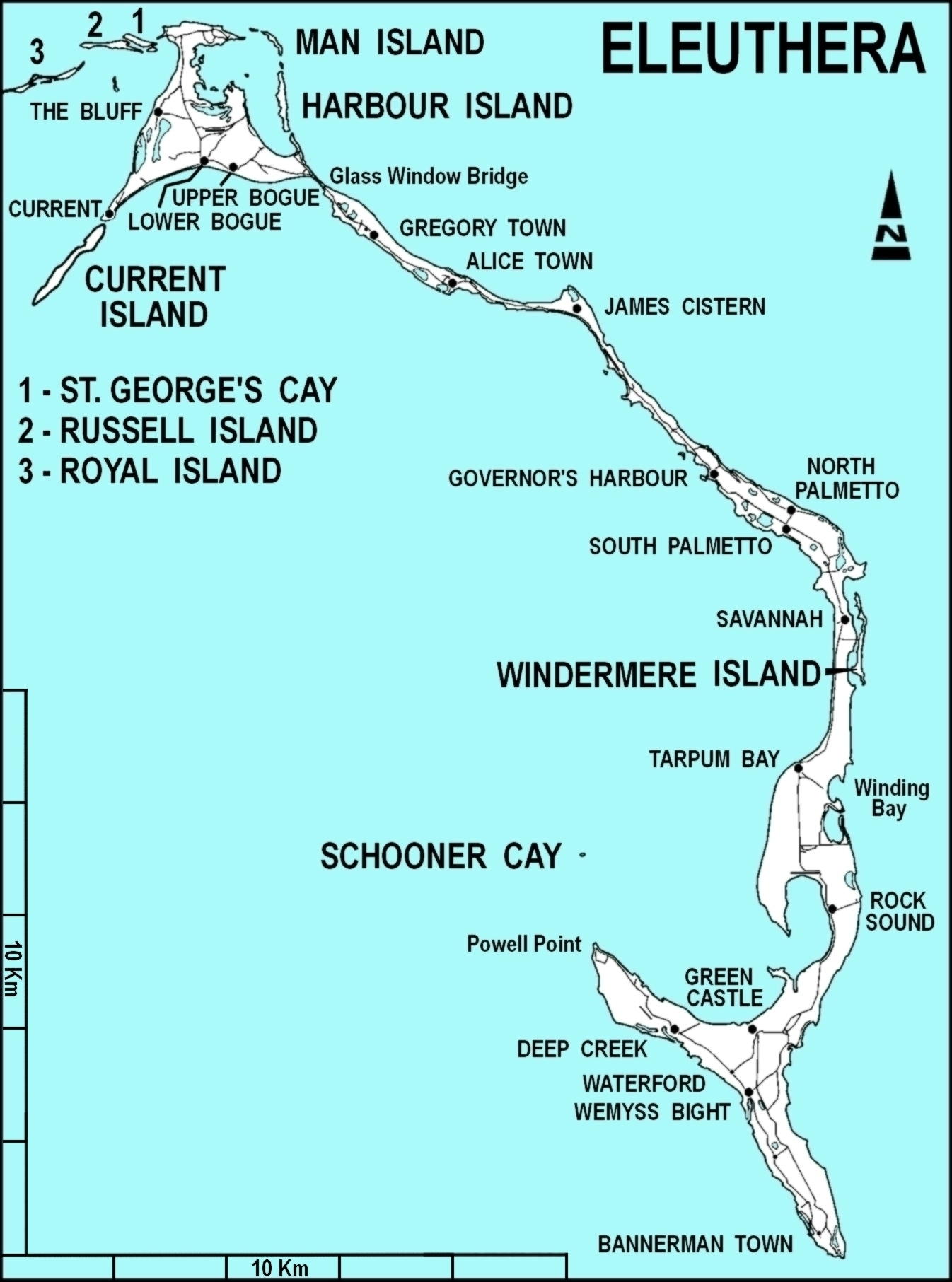
Położenie Governor’s Harbour na mapie Eleuthery